# ジェームズ・メイン・ディクソン
ジェームズ・メイン・ディクソン（James Main Dixon、1856年4月20日 - 1933年9月27日）は、スコットランド生まれの英文学者である。1880年から1892年までの12年間、日本で英文学を教えた。指導を受けた有名な日本人の中で斎藤秀三郎や夏目漱石などがいる。

## 生涯
ペイズリー生まれ。1875年からエディンバラ大学に入学したが2年後退学して、セント・アンドルーズ大学に入学し、1879年に同大学を卒業した。1879年から1886年まで、工部大学校で英語と英文学を教えた。その後6年間、帝国大学文科大学で夏目漱石らを教えた。
ディクソンの授業を受けた立花政樹の回想記によれば、学生数が少なかったので学生を食事に招き、試験を自宅で行ったこともあった。イギリスの劇団が訪日公演をおこなった時には「是非見ておかなければいけない」と入場料と汽車賃をくれたという。日本の学生向けの教科書や参考書を何冊か出し、当時の日本が必要としていた学習英語の教育に主眼をおいた教師であったと亀井俊介は評価している。
日本文化やアイヌ文化に関する研究もいくつか報告している。そのうちアイヌに関わるものとしては、Traveling in Yesso 1, 2 (1881)、A Visit to Poronai (1882) Aino Illustrations (1882), Notes to Illustrations (1882)、The Aino LanguageⅠ,Ⅱ(1882) がある。特に樺太（サハリン）から石狩川流域に強制移住させられた樺太アイヌ（対雁アイヌ）の生活文化の記録であるThe Tsuishikari Ainos (1882) は貴重である。
離日後、アメリカ合衆国に渡り、1892年から1901年の間セントルイス・ワシントン大学で英文学を教え1903年から1904年の間、オレゴン州のコロンビア・カレッジの学長を務めた。その後南カリフォルニア大学で英文学を教えた後、東洋研究と比較文学の教授となった。
Dictionary of Idiomatic English Phrases (1891)を編纂し、著書にTwentieth Century Life of John Wesley (1902)、"Matthew Arnold," in Modern Poets and Christian Teaching (1906)、A Survey of Scottish Literature in the Nineteenth Century (1907)などがある。

## 軽井沢
ディクソンは友人であるアレクサンダー・クロフト・ショー（聖公会の宣教師、軽井沢の父）と軽井沢を避暑地として開拓した。軽井沢の亀屋旅館（現・万平ホテル）にも訪問し、外国人の受け入れノウハウを伝授し、西洋ホテルとして発展することとなった。万平ホテルにはショーと同じく聖公会の宣教師であるウォルター・ウェストン（日本アルプスの父）が滞在したほか、近年ではジョン・レノンとオノ・ヨーコ夫妻が滞在したホテルとしても知られている。